# ティミ・マックス・エルシュニク
ティミ・マックス・エルシュニク（Timi Max Elšnik、1998年8月29日 - ）は、スロベニア・プトゥイ出身のサッカー選手。レッドスター・ベオグラード所属。ポジションはミッドフィールダー。

## クラブ経歴
スロベニアでプロデビューする前にイングランドのダービー・カウンティFCに移籍、2016年8月、クラブと自身初のプロ契約を交わした。同年8月26日、EFLカップのカーライル・ユナイテッドFC戦にてトップチームデビューを果たした。デビュー後はイングランド国内の下部リーグへレンタル移籍を繰り返し、2019年7月にクラブから放出された。
2020年1月14日、スロベニアに帰郷し、NKオリンピア・リュブリャナと4年契約を結んだ。
2024年7月29日、レッドスター・ベオグラードと4年契約を締結した。

## 代表経歴
2021年10月8日、2022 FIFAワールドカップ・予選のマルタ代表戦にて、ヤスミン・クルティッチとの途中交代でスロベニア代表デビューを果たした。
UEFA EURO 2024に選出